# Kabul
Kabul (/ˈkɑːbʊl, kəˈbʊl/ ; کابل ; Pashto: [kɑˈbəl] ; Dari: [kɑːˈbʊl]) este capitala și cel mai mare oraș al Afganistanului. Situată în jumătatea de est a țării, este și o municipalitate, făcând parte din provincia Kabul; este împărțit administrativ în 22 de districte municipale. Kabul este legat de granița cu Tadjikistanul printr-un tunel pe sub Munții Hindukuș. În timpurile contemporane, orașul a servit drept centru politic, cultural și economic al Afganistanului, iar urbanizarea rapidă a făcut din Kabul al 75-lea oraș ca mărime din lume și orașul principal al țării. 
Orașul modern Kabul este situat sus într-o vale îngustă din Hindukuș și este mărginit de râul Kabul. La o altitudine de 1.790 metri (5.873 ft), este una dintre cele mai înalte capitale din lume. Centrul acestui oraș cuprinde cartierele sale vechi, care includ zonele Podului Khashti, Khabgah, Kahforoshi, Deh-Afghanan, Chandavel, Shorbazar, Saraji, Zana-Khan și Baghe Alimardan. Se spune că Kabul are o vechime de peste 3.500 de ani, fiind menționat cel puțin încă de pe vremea Imperiului Persan Ahemenid. Situat la o răscruce de drumuri din Asia - aproximativ la jumătatea distanței dintre Istanbul, Turcia în vest și Hanoi, Vietnam în est - este situat într-o locație strategică de-a lungul rutelor comerciale din Asia Centrală și Asia de Sud și a fost o destinație cheie pe străvechiul Drum al Mătăsii; a fost văzut în mod tradițional ca punctul de întâlnire dintre Tartaria, India și Persia. Kabul a fost, de asemenea, sub stăpânirea diferitelor dinastii și imperii, inclusiv seleucizii, kușanii, șahii hinduși, turcii occidentali, șahii turci, samanizii, Khwarazmienii, timurizii și mongolii, printre alții. În secolul al XVI-lea, Imperiul Mughal a folosit Kabul ca o capitală de vară, timp în care a prosperat și a crescut în importanță. A intrat pentru scurt timp sub controlul afșaridilor în urma invaziei Indiei de către Nader Shah, până când a intrat în cele din urmă sub control local de către Imperiul Afgan în 1747;  Kabul a devenit capitala Afganistanului în 1776, în timpul domniei lui Timur Șah Durrani (fiul lui Ahmad Șah Durrani). În secolul al XIX-lea, orașul a fost ocupat de britanici, dar după ce au stabilit relații și acorduri externe, aceștia au fost obligați să retragă toate forțele din Afganistan și s-au întors în India britanică. 
Kabul este cunoscut pentru grădinile, bazarurile și palatele sale istorice;   exemple binecunoscute sunt Grădinile Baburului și Palatul Darul Aman, precum și Arg. În a doua jumătate a secolului al XX-lea, a devenit o oprire pe traseul hippie întreprins de mulți europeni,   și orașul a câștigat și porecla de „Parisul Asiei Centrale” în acest timp.   Cu toate acestea, această perioadă de liniște s-a încheiat în 1978 cu Revoluția Saur și intervenția militară sovietică ulterioară în 1979, care a declanșat războiul prelungit sovietico-afgan până în 1989. Anii 1990 au fost marcați de războaie civile continue între diverse facțiuni dispărute ale mujahedinilor afgani desființați, care au distrus o mare parte a orașului. În 1996, Kabul a fost capturat de talibani după patru ani de lupte intermitente cu alte facțiuni afgane. Cu toate acestea, orașul condus de talibani a căzut curând în mâinile Statelor Unite după invazia condusă de americani a Afganistanului în 2001. În 2021, Kabul a fost recapturat de talibani în urma retragerii forțelor militare conduse de americani din Afganistan. 
Principalele sale produse includ artilerie, îmbrăcăminte, mobilă și sfeclă de zahăr, în ciuda situației continue de război din 1979, care a limitat productivitatea economică a orașului. Kabul rămâne unul dintre cele mai minate orașe ale lumii. 

## Orașe înfrățite
- Ankara, Turcia (din 2003)[19]
- Istanbul, Turcia (din 1992)[20]
- Kazan, Rusia (din 2005)[21]
- Omaha, Nebraska, Statele Unite ale Americii (din 2003)[22]
- Kansas City, Missouri, Statele Unite ale Americiii (din 2018)[23]

## Galerie de imagini

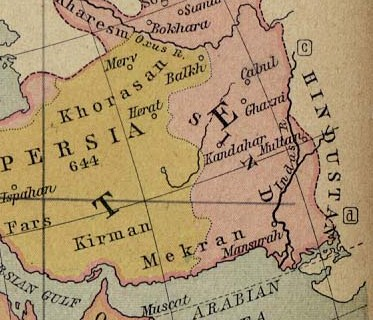
Hartă care arată numele regiunilor din secolul al VII-lea.
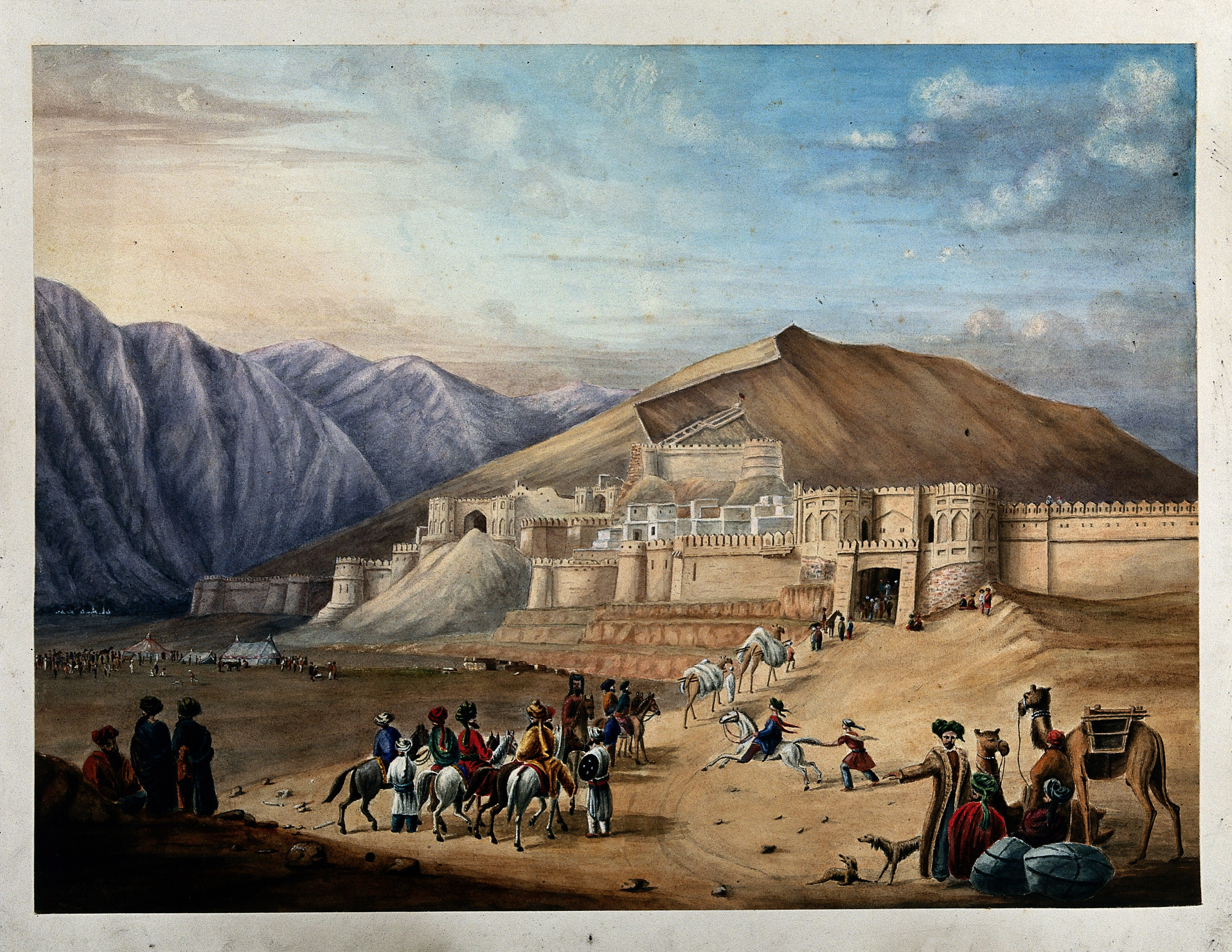
Pictură veche care arată Marele Zid din Kabul
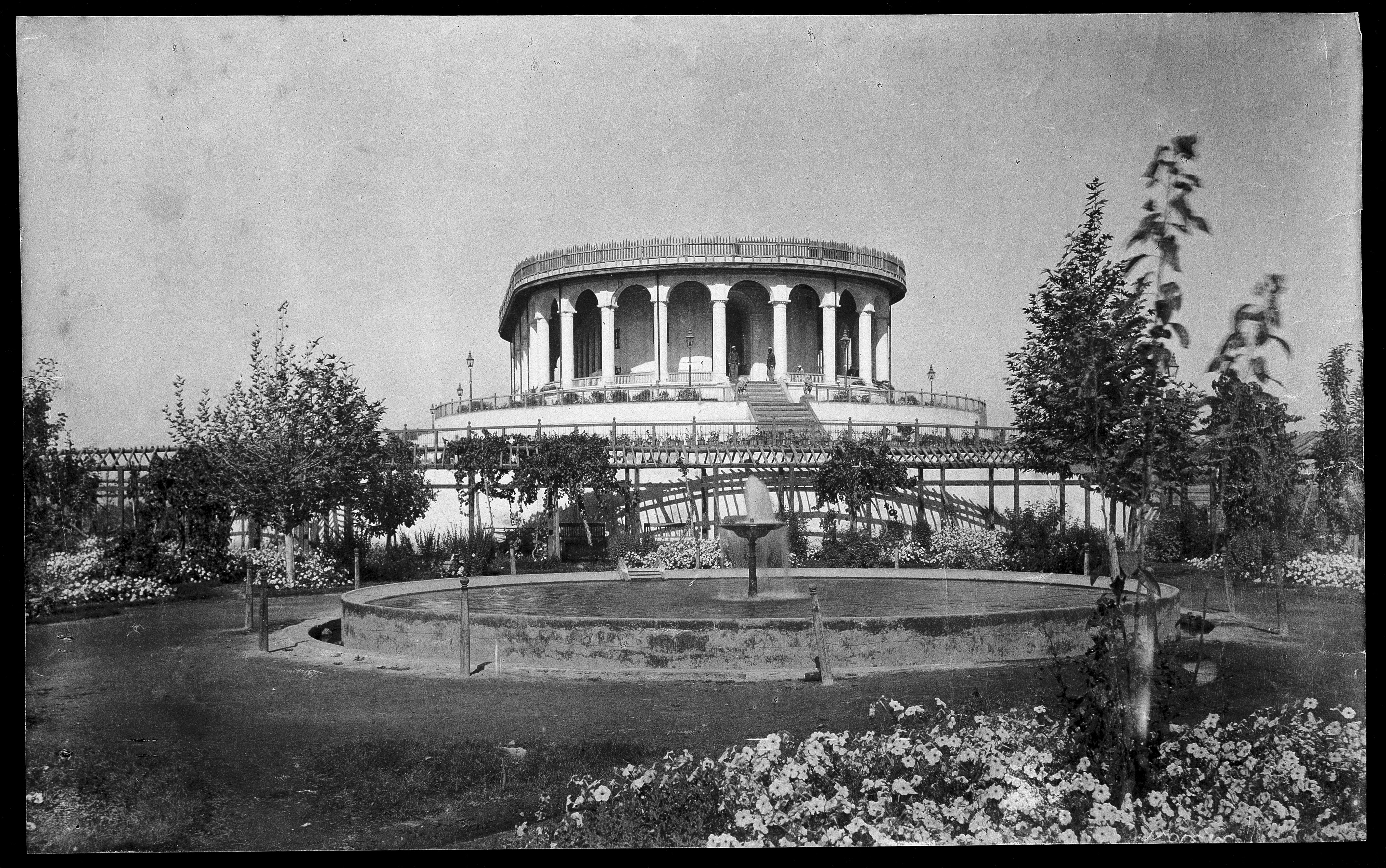
Palatul Chihil Sutun (cunoscut și ca „Hendaki”), unul dintre numeroasele palate construite de emir în secolul al XIX-lea
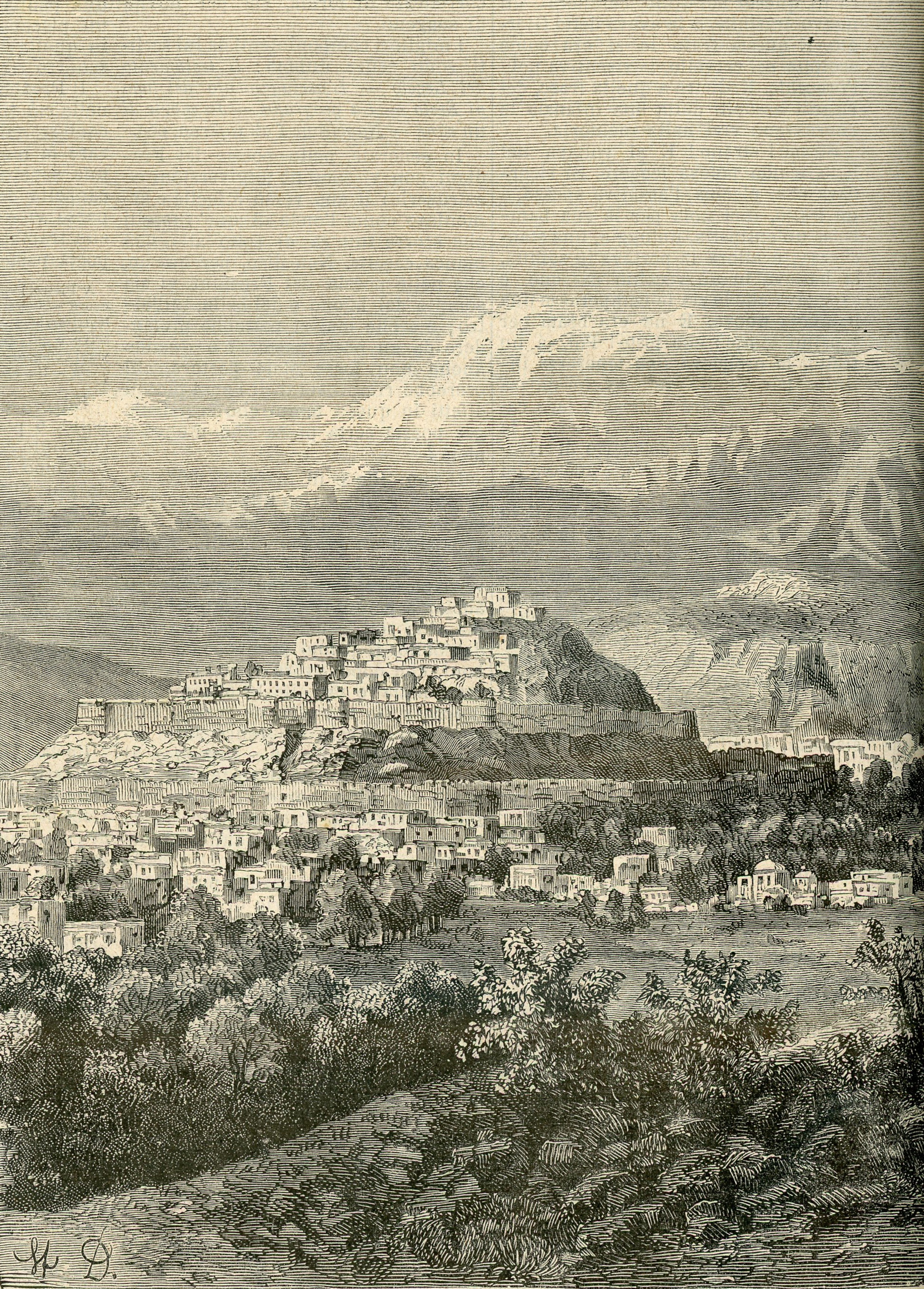
Gravura din Kabul de către un artist italian, 1885
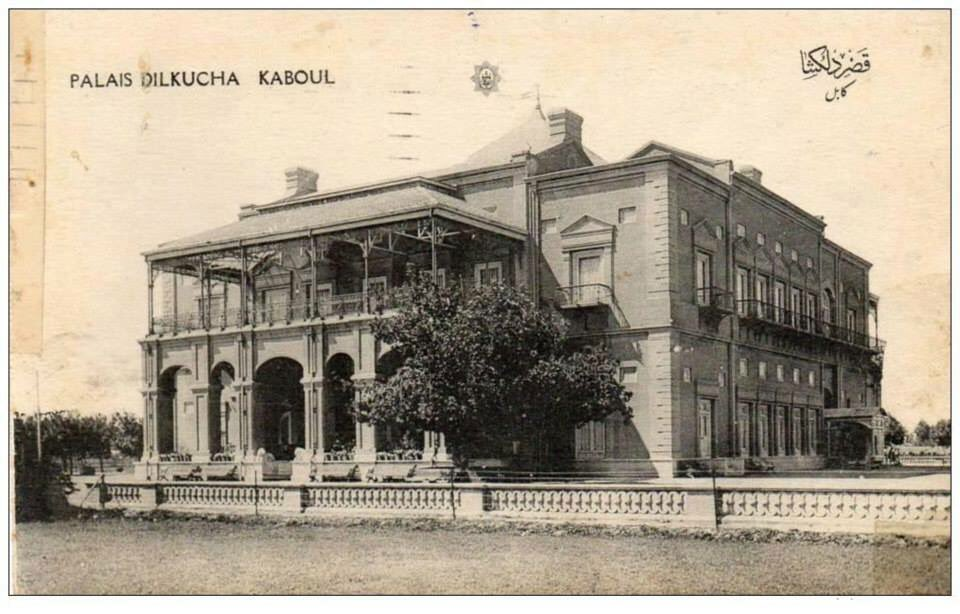
Palatul Dilkusha, construit în stil european în anii 1900
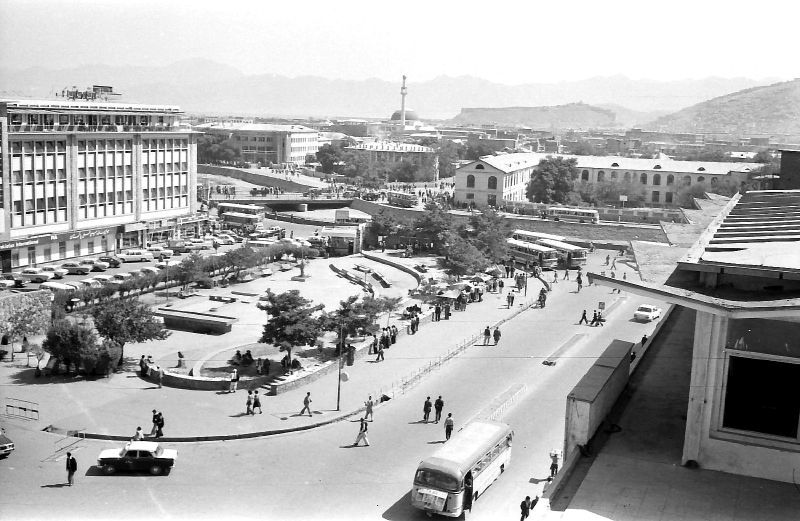
Centrul din Kabul în 1979; podul Pul-e Khiști traversează râul Kabul către orașul vechi din malul de sud
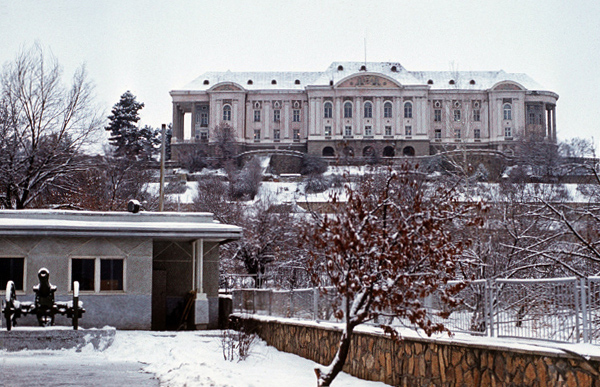
Palatul Taj Beg în 1987, cartierul general al armatei sovietice în timpul războiului sovietico-afgan
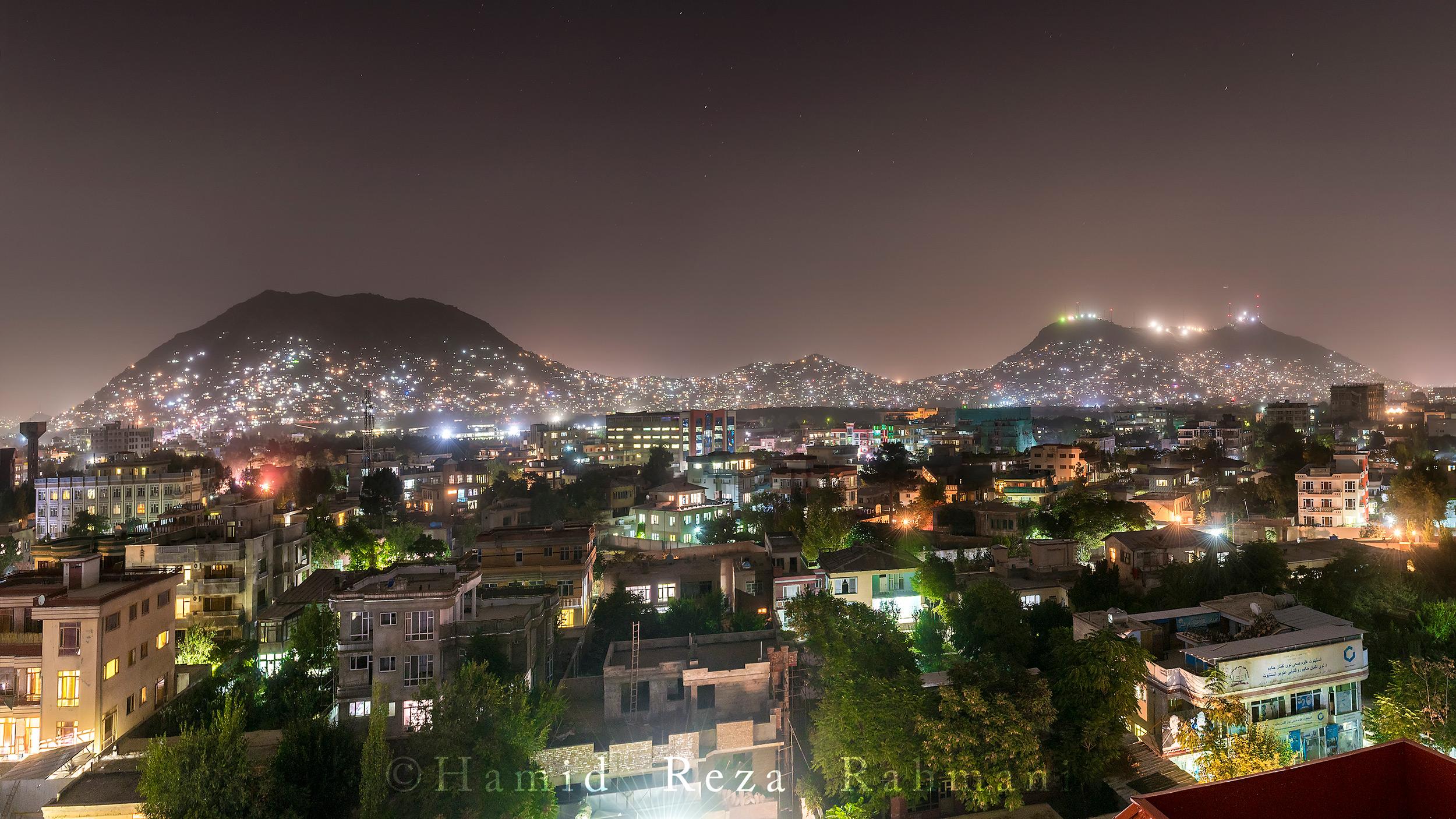
Scenă de noapte în Kabul în 2016, cu privirea spre nord-est, cu Koh-e 'Aliabad în stânga și Koh-e Asamai în dreapta
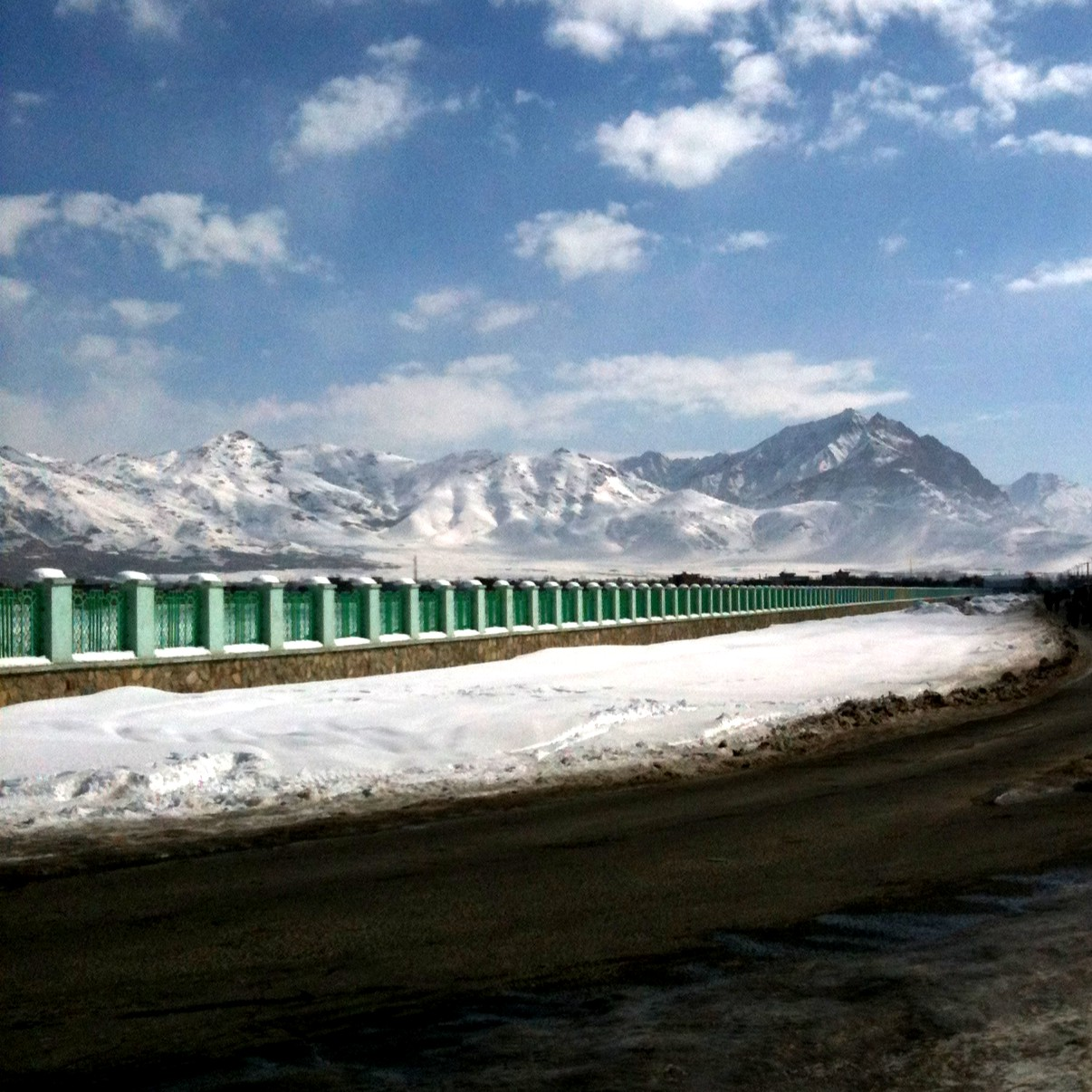
O vedere a unora dintre munții care înconjoară Kabul
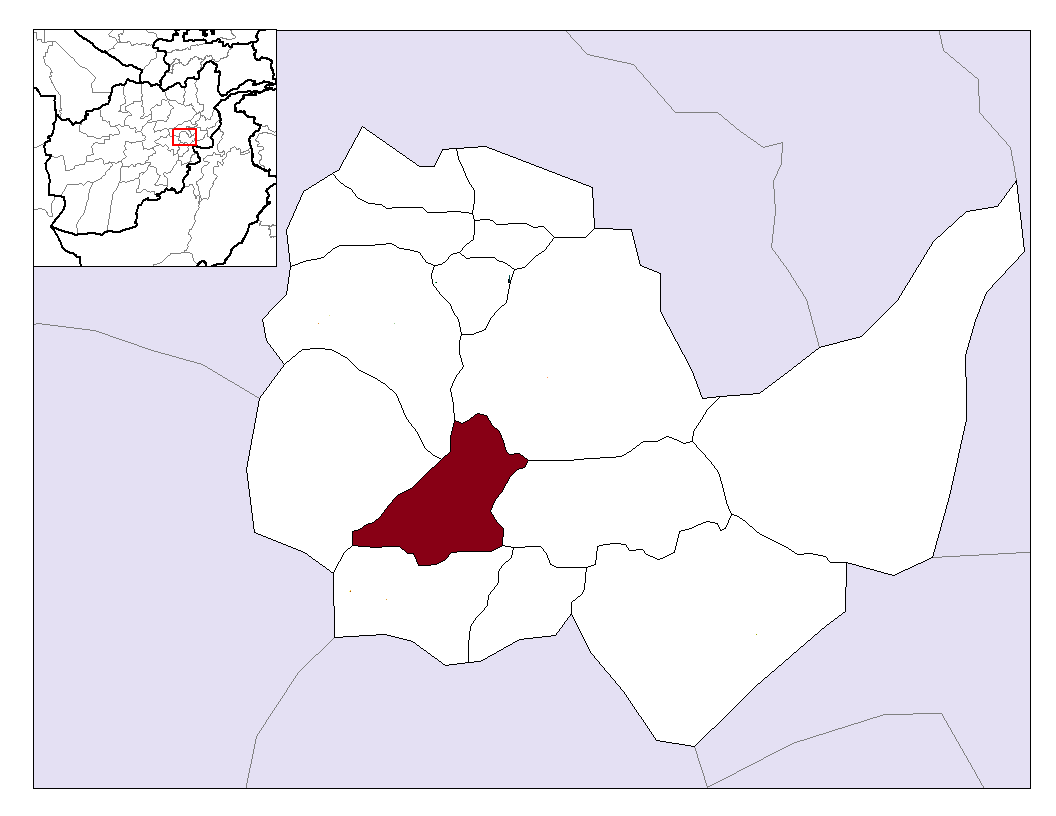
Locația municipiului Kabul în provincia Kabul
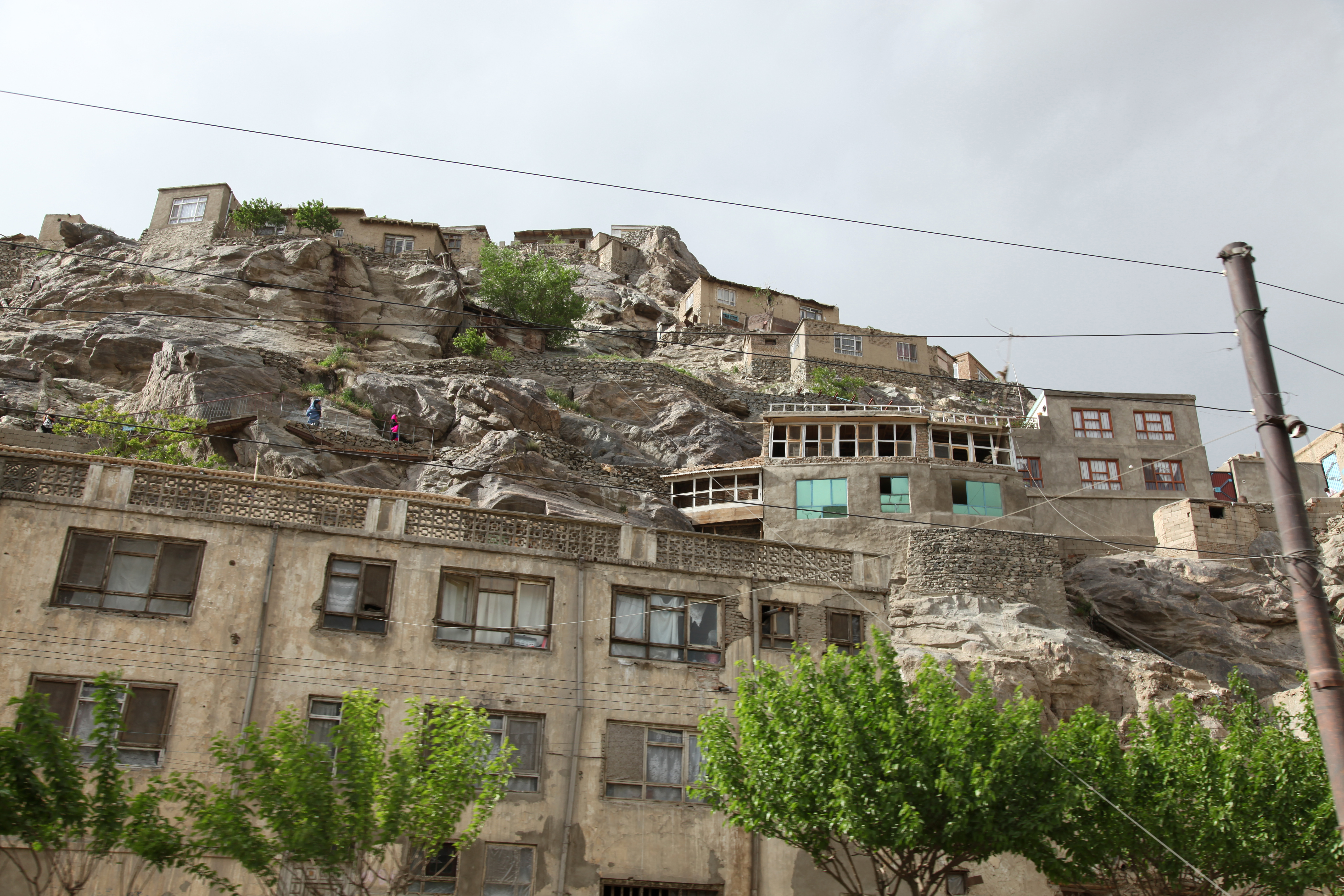
Case construite pe munți
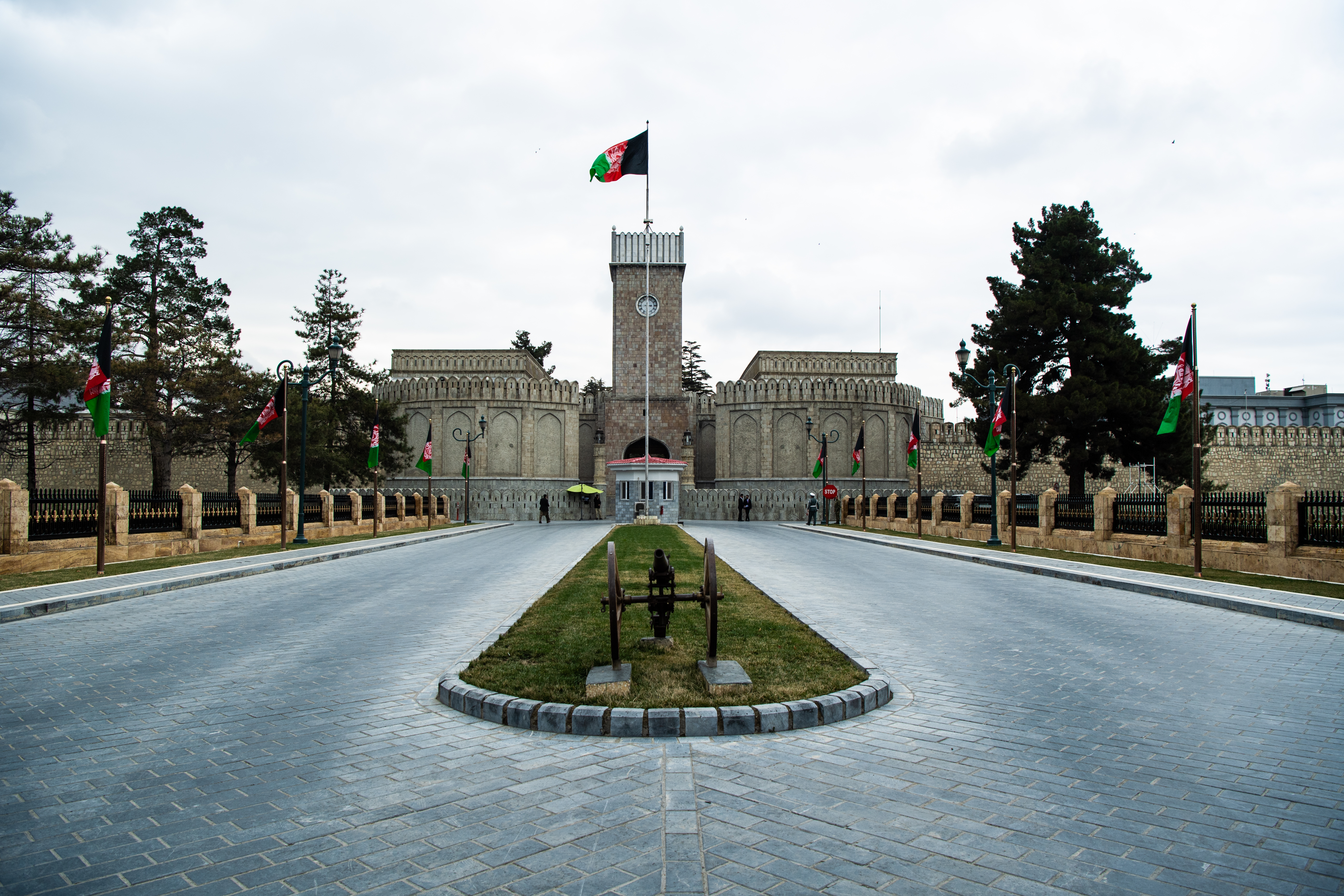
Arg, Palatul Prezidențial din Kabul
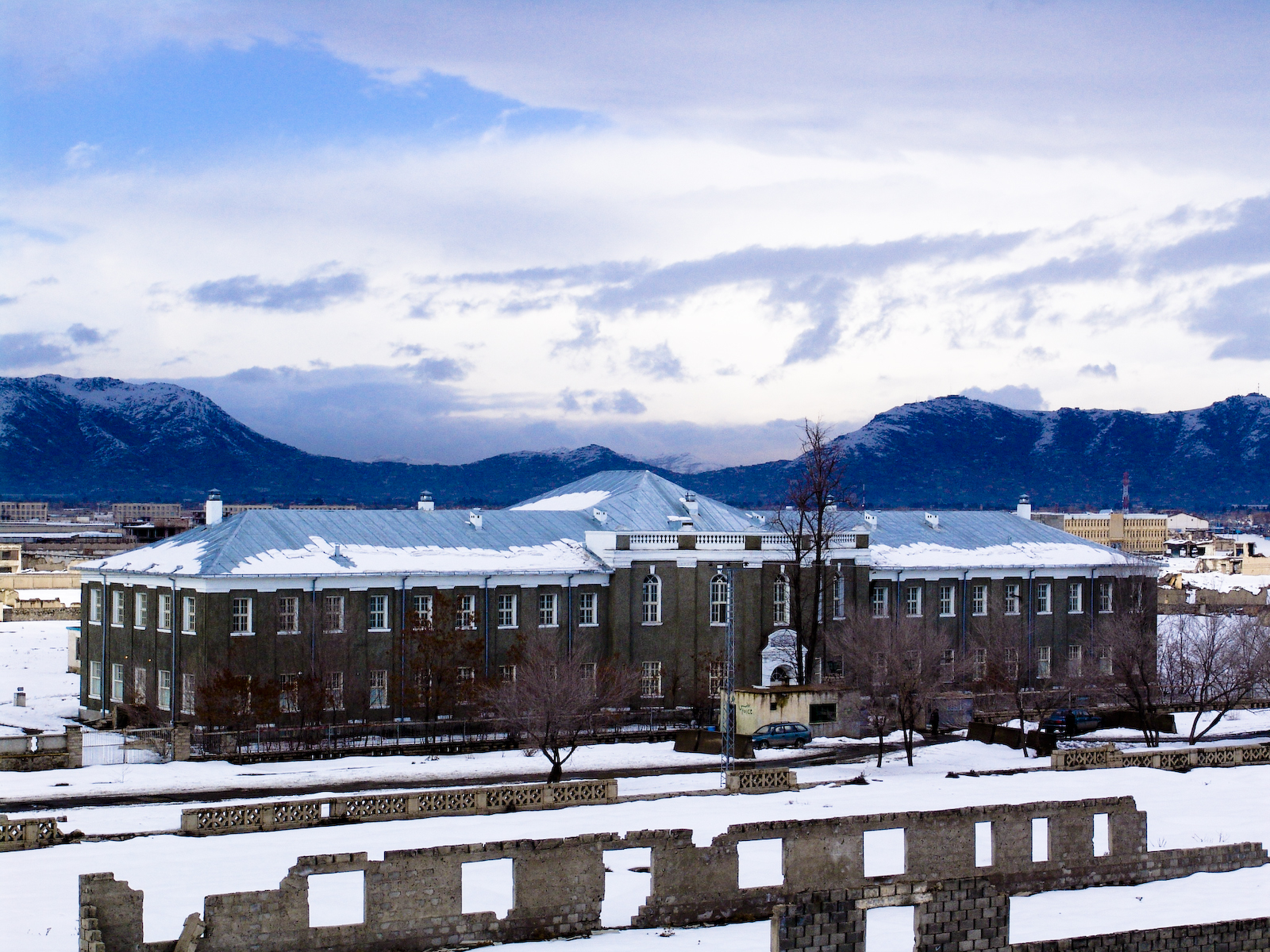
Muzeul Național de istorie al Afganistanului
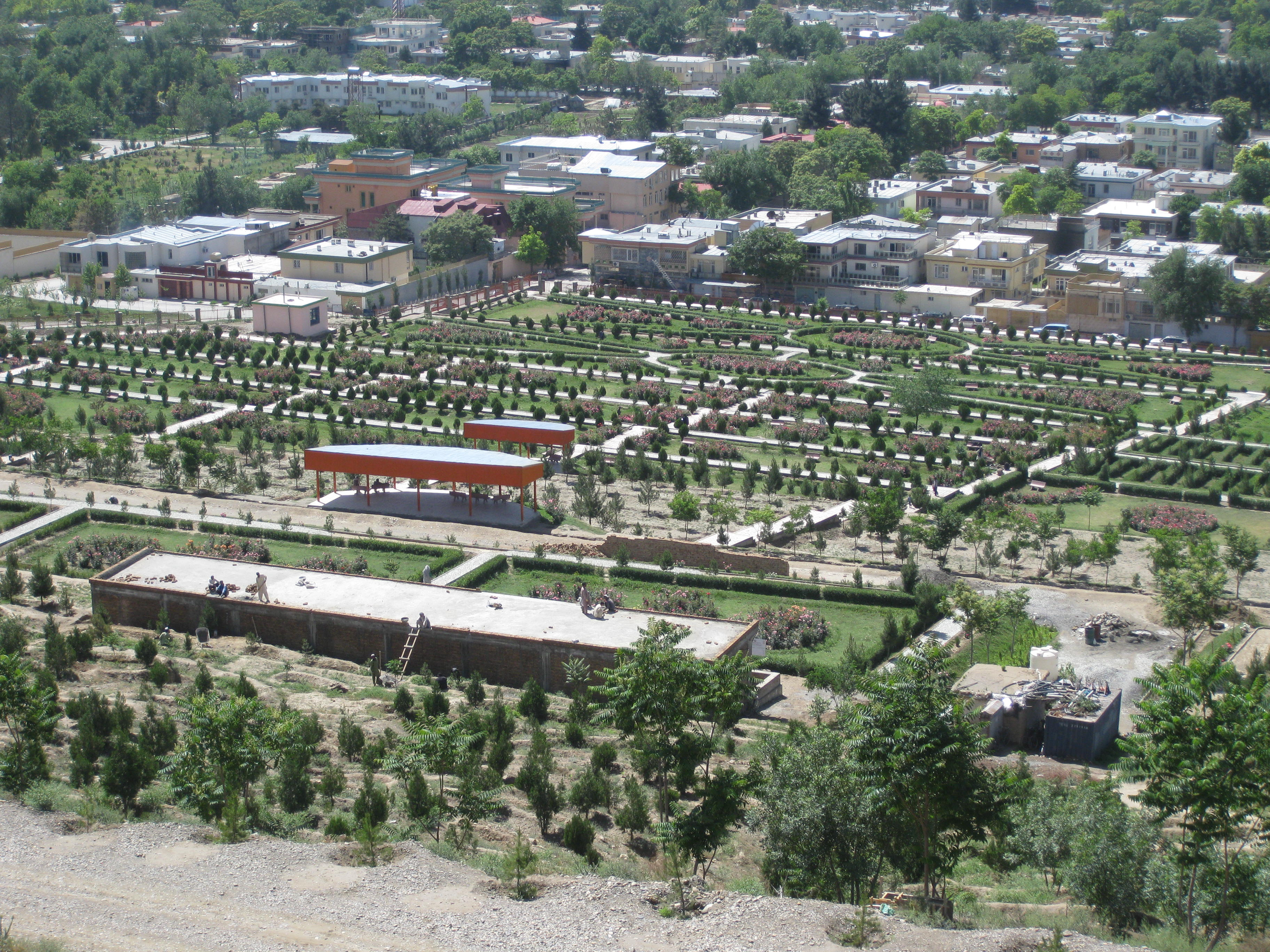
Parcul Bibi Mahro
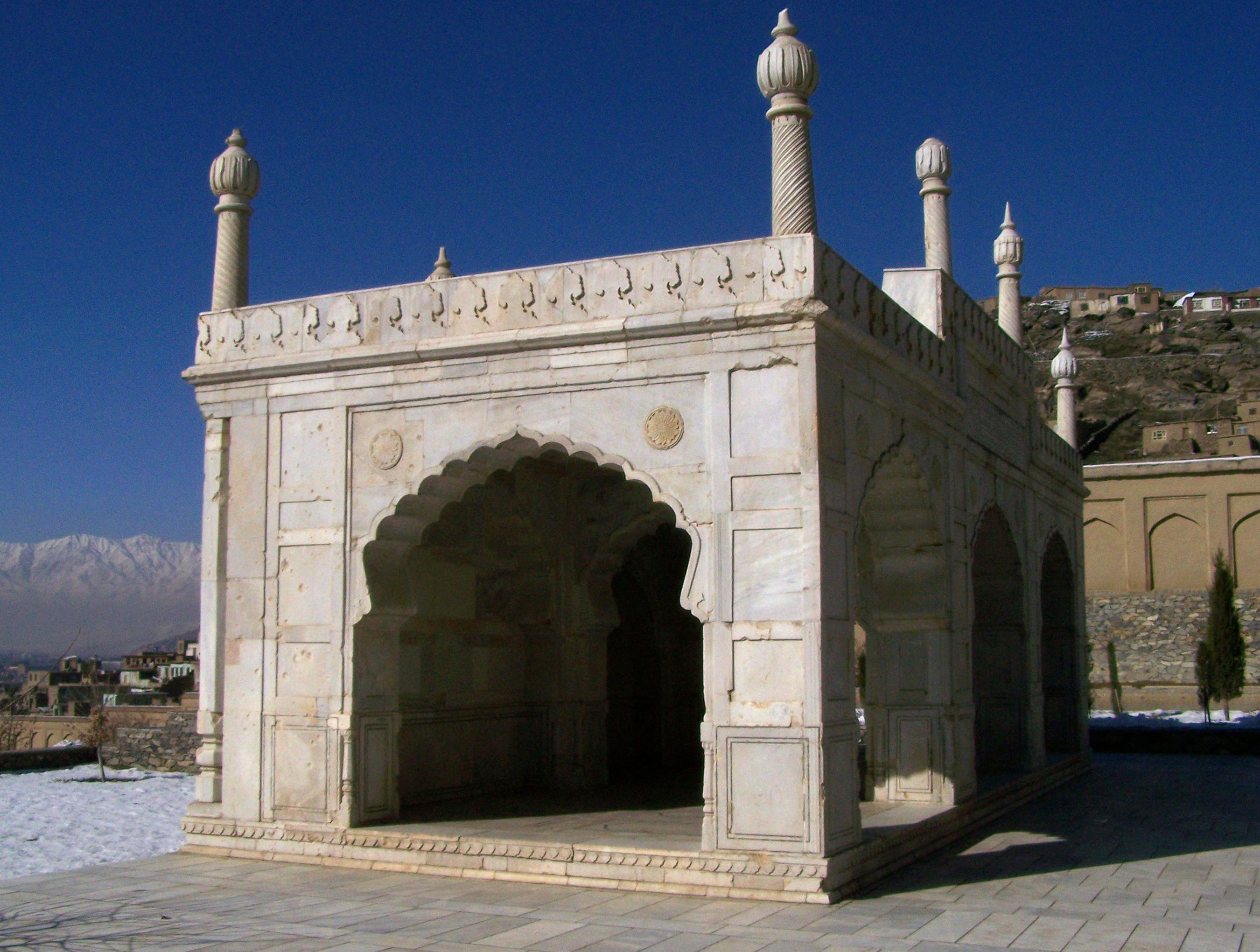
Moschee din secolul al XVI-lea din Grădinile Babur
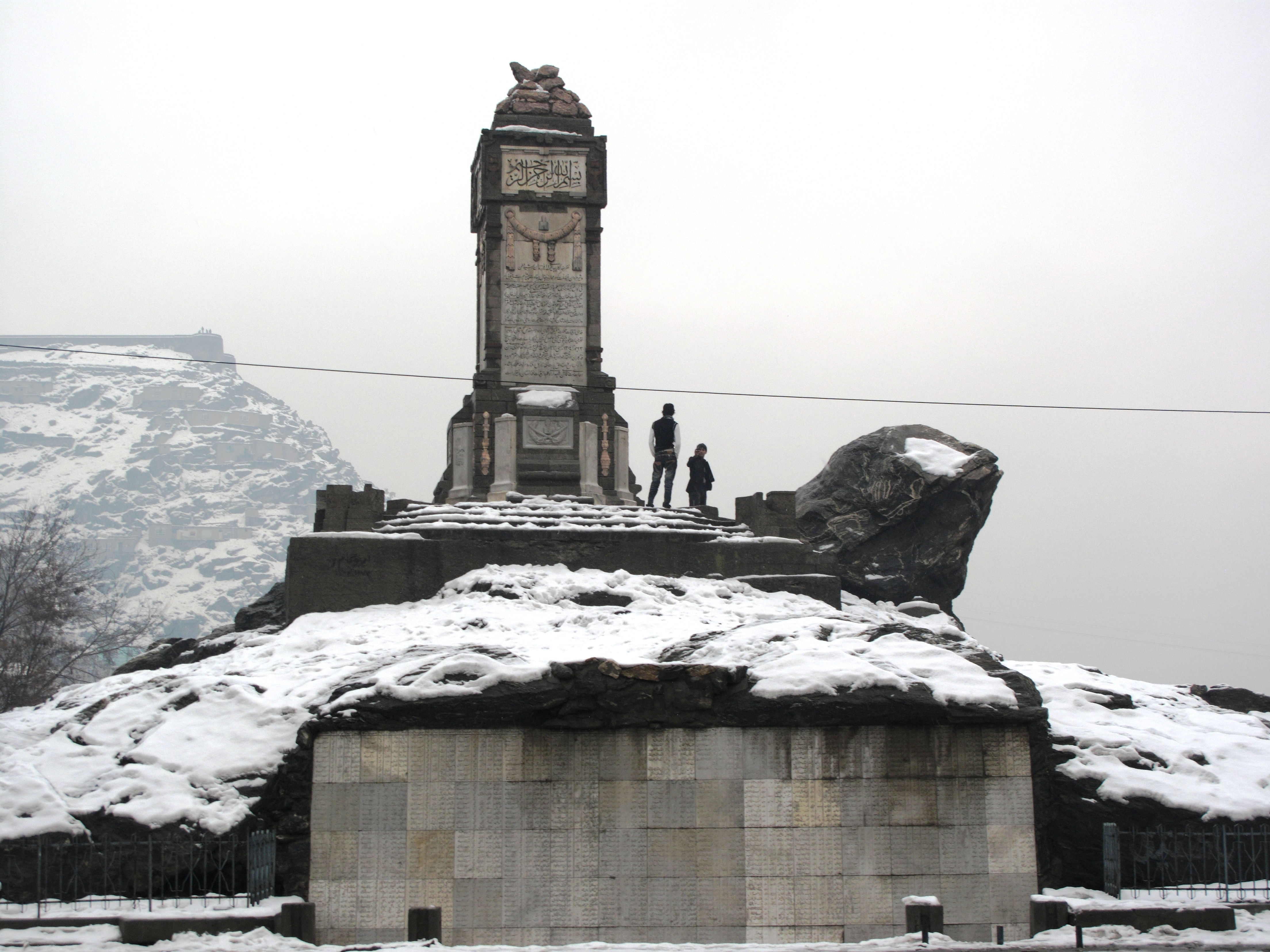
Minaret al Cunoștințelor și a Ignoranței construită în 1920 de regele Amanullah
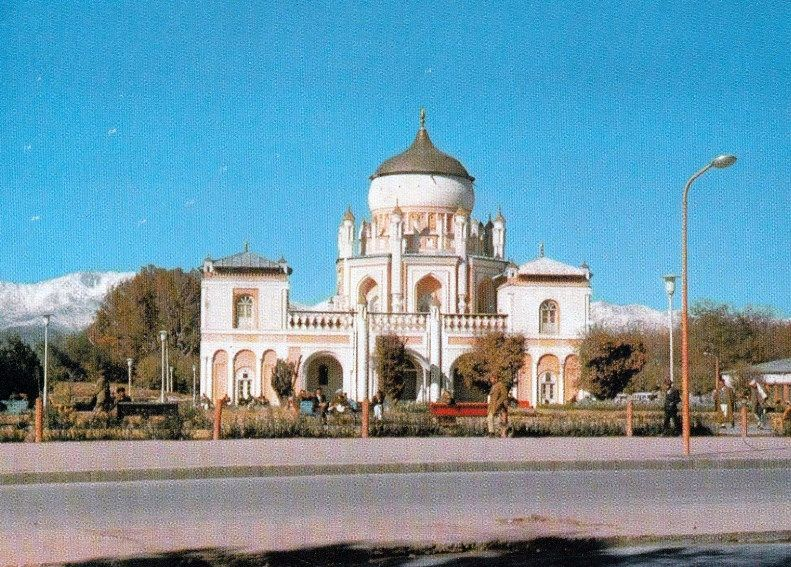
Mausoleu al emirului Abdur Rahman Khan
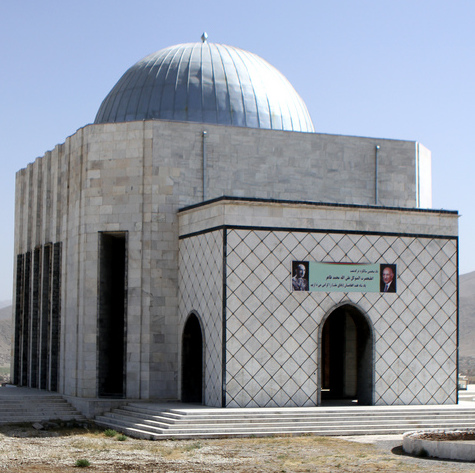
Mausoleu Regal pe dealul Maranjan
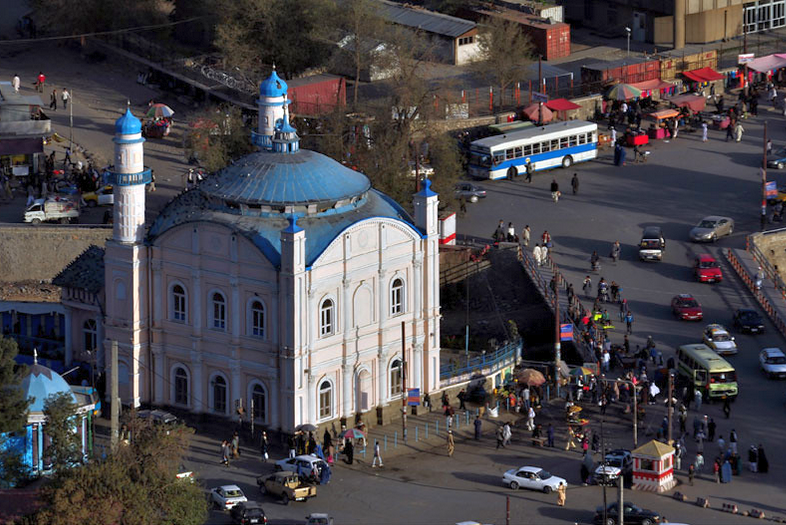
Stilul baroc italian al lui Șah Do Șamșira